# ITA Women’s Collegiate Tennis Hall of Fame
Die ITA Women's Collegiate Tennis Hall of Fame ist die Hall of Fame der Frauen der 1956 von J.D. Morgan gegründeten Intercollegiate Tennis Association.

## Geschichte
Sie wurde am McCormack–Nagelsen Tennis Center am College of William & Mary eröffnet, das nach den Namensgebern Betsy Nagelsen und ihrem Ehemann Mark McCormack, einem Sportmanager und Gründer der International Management Group (IMG) sowie Mitglied der International Tennis Hall of Fame benannt wurde.
Seit 1995 werden berühmte Persönlichkeiten des Tennissports dort geehrt, die sich um das College-Tennis verdient gemacht haben.

## Mitglieder der Hall of Fame
- 1995: (10) Mark McCormack, Betsy Nagelsen McCormack, Helen J. Lewis, Anne Pittmann, Billie Jean King, Althea Gibson, Shirley Fry Irvin, Doris Hart, Pauline Betz Addie, Hazel Hotchkiss Wightman
- 1996: (8) Louise Brough Clapp, Margaret Osborne duPont, Margaret Varner Bloss, Helen Hull Jacobs, Helen Wills Moody Roark, Eve F. Kraft, Joan D. Johnson, E. Marguerite Chesney
- 1997: (5) Virginia Mack, Darlene Hard, Carole Caldwell Graebner, Donna Floyd Fales, Lois Blackburn Bryan
- 1998: (6) Mildred B. West, Margaret "Peggy" Michel, Julie Heldman, Gladys Heldman, Dorothy "Dodo" Bundy Cheney, Flo Blanchard
- 1999: (4) Fern Lee "Peachy" Kellmeyer, Nancy Pearce Jeffett, Tory-Ann Fretz, Janet Hopps Adkisson
- 2000: (4) Patricia Henry Yeomans, Jane Albert Willens, Emilie Burrer Foster, Julie Anthony
- 2002: (6) Jeanne Arth, Nancy Corse Reed, Betty Rosenquest Pratt, Ann Valentine, Laura duPont, Pam Richmond Champagne
- 2004: (4) Kathryn Jordan, Barbara Jordan, Belmar Gunderson, Barbara Scofield Davidson
- 2006: (4) Madge "Bunny" Vosters, Stephanie Tolleson, Lori McNeil, Frank X. Brennan Junior
- 2008: (4) Alice Luthy Tym, Wendy White Prausa, Gigi Fernandez, Janice Metcalf Cromer
- 2010: (6) Joanne Russell, Carrie Meyer Richardson, Ed Hegmann, Barbara Hallquist Degroot, David Borelli, Courtney Allen
- 2012: (5) Carole Loop Herrick, The Harold T. (Family) Southern, Lisa Raymond, Frederick Ho, Andres V. Brandi
- 2014: (6) Bob Meyers, Cecilia Martinez, Jeff Moore, Katrina Adams, Lindsay Morse Bennett, Stacy Margolin Potter
- 2016: (4) Alycia Moulton, Gretchen Rush, Jane Goodman, Virginia Annette Brown
- 2019: (4) Ann Lebedeff, Linda Gates, Mary Ellen Grant, Patty Fendick
- 2022: (4) Anna-Maria Fernández, Diane Donnelly Stone, Lin Loring, Lisa Spain-Short